# 苞裂芹属
苞裂芹属（学名：Schultzia）是伞形科下的一个属，为多年生草本植物。该属共有长毛苞裂芹（S. crinita）和白花苞裂芹（S. albiflora）两种，分布于中亚和西伯利亚。